# Мюллерхаус (Ленцбург)
Мю́ллерха́ус (Дом Мю́ллеров; нем. Müllerhaus) — памятник архитектуры и городской культурный центр в Ленцбурге (кантон Аргау, Швейцария). Здание в стиле раннего классицизма, построенное в 1785 году по заказу ленцбургского хлопкового промышленника Готлиба Хюнерваделя бернским архитектором Карлом Агасфером фон Зиннером. Одна из главных достопримечательностей в списке объектов культурного наследия Ленцбурга.

## История
Трёхэтажный особняк строгого раннеклассического стиля, построенный в 1785 году во время хлопкового бума, служил одновременно жилым и торговым зданием. Подвал использовался в качестве склада, первый этаж занимали торговые помещения, на двух верхних этажах располагались квартиры хозяев.
В 1903 году, после экономического упадка династии Хюнерваделей в конце XIX века, пустующее здание приобрёл врач Адольф Мюллер-Фишер (нем. Adolf Müller-Fischer), открывший там свою медицинскую практику и поселившийся с семьёй на втором этаже. С 1987 года памятник архитектуры принадлежит культурно-благотворительному Фонду доктора Ханса Мюллера (1897—1989) и Гертруды Мюллер (1901—2001) — детей и наследников А. Мюллер-Фишера (нем. Stiftung Dr. Hans Müller und Gertrud Müller). В здании располагаются Дом литературы кантона Аргау, резиденция ленцбургского художника Фрица Хузера, культурный фонд Pro Argovia, социально-политическая платформа Forum Helveticum, различные некоммерческие организации. В помещениях Мюллерхауса и на прилегающей территории регулярно проводятся писательские выступления, читательские конференции, художественные выставки, концерты, праздники, свадьбы и другие общественные мероприятия.